# Careware
Careware is een softwarelicentie, waarbij de maker ervan wenst dat men geld doneert aan een goed doel, als tegenprestatie voor het gebruik van de software. De scriptingtaal KiXtart en FireFTP zijn bekende voorbeelden van deze licentie.